# Aratoca
Aratoca is een gemeente in het Colombiaanse departement Santander. De gemeente telt 8285 inwoners (2005). Aratoca bevindt zich in de Cordillera Oriental, op een hoogte van 1800 meter boven zeeniveau en met een gemiddelde temperatuur van 20 °C.
Aratoca werd op 5 augustus 1750 gesticht door Domingo de Rojas. Gedurende de afgelopen jaren groeide de gemeente uit tot een van de belangrijkste toeristische centra van Santander, van waaruit de Chicamochakloof met het Nationaal Park Chicamocha (PANACHI) worden bezocht. Meer dan negentig procent van het grondgebied van het nationaal park maakt deel uit van de gemeente Aratoca.
Aguada · Albania · Aratoca · Barbosa · Barichara · Barrancabermeja · Betulia · Bolívar · Bucaramanga · Cabrera · California · Capitanejo · Carcasí · Cepitá · Cerrito · Charalá · Charta · Chima · Chipatá · Cimitarra · Concepción · Confines · Contratación · Coromoro · Curití ·  El Carmen de Chucurí · El Guacamayo · El Peñón · El Playón · Encino · Enciso · Florián · Floridablanca · Galán · Gámbita · Girón · Guaca · Guadalupe · Guapotá · Guavatá · Güepsa · Hato · Jesús María · Jordán · La Belleza · Landázuri · La Paz · Lebrija · Los Santos · Macaravita · Málaga · Matanza · Mogotes · Molagavita · Ocamonte · Oiba · Onzaga · Palmar · Palmas del Socorro · Páramo · Piedecuesta · Pinchote · Puente Nacional · Puerto Parra · Puerto Wilches · Rionegro · Sabana de Torres · San Andrés · San Benito · San Gil · San Joaquín · Suaita · San José de Miranda · San Miguel · San Vicente de Chucurí · Santa Bárbara · Santa Helena del Opón · Simacota · Socorro · Sucre · Suratá · Tona · Valle de San José · Vélez · Vetas · Villanueva · Zapatoca